# Río Atrato
El río Atrato es un río de Colombia, el tercero más navegable del país, después del río Magdalena y del río Cauca. Nace en el cerro del Plateado en el municipio de El Carmen de Atrato, cordillera Occidental de los Andes y desemboca en el golfo de Urabá, en el mar Caribe: cerca de la frontera con Panamá.  Recorre gran parte del departamento del Chocó y en dos tramos de su curso sirve como frontera departamental entre Chocó y Antioquia; por su navegabilidad constituye uno de los medios de transporte de la región. Asimismo, hace parte del Chocó biogeográfico, considerada la zona con más biodiversidad del planeta y una de las más lluviosas, de ahí el alto caudal que muestra este río. En 2016 la Corte Constitucional de Colombia reconoció al río Atrato, su cuenca y afluentes, como una entidad sujeto de derechos a la protección, conservación, mantenimiento y restauración a cargo del Estado y las comunidades étnicas.
En su ribera está la ciudad de Quibdó, capital del departamento de Chocó.
El río Atrato atraviesa el parque nacional natural de Los Katíos y luego se divide en siete bocas, cuyas aguas desembocan en el golfo de Urabá y sirven además como acceso al mencionado parque.
Sus principales afluentes son: por la margen derecha los ríos Murri y Sucio; y, por la margen izquierda, los ríos Ipurdú, Truandó y Salaquí. Estos últimos nacen en la serranía de los Saltos, que con una altitud apenas superior a los 500 m, son la divisoria de aguas entre la vertiente del mar Caribe y la del océano Pacífico, a una distancia de apenas entre 1 y 2 km de este último.

## Origen del nombre
El primer español que navegó parte del curso del río fue Vasco Núñez de Balboa, quien en 1511 subió por el mismo hasta probablemente la boca del Río Sucio. Este conquistador lo denominó San Juan por haberlo encontrado el día dedicado a dicho santo.
Más tarde en el siglo XVI se empieza a aplicar el nombre Río Darién, Nive u ocasionalmente Chocó. El actual nombre Atrato  comienza a usarse a fines del siglo XVII y durante el transcurso del siglo siguiente sustituye del todo el antiguo nombre de Darién.
El origen del nombre Atrato es incierto; varias fuentes indican que esta era la denominación que los indígenas chocoes y citaraes le daban al curso alto del río (es decir, desde su nacimiento hasta la actual localización de Quibdó), mientras otras señalan que este nombre fue dado por los comerciantes y contrabandistas neerlandeses e ingleses que surcaban este río, denominándolo primigeniamente como el Río de la Trata (al menos a su curso bajo), que derivó posteriormente en Río Atrato.

## Cuenca del río Atrato

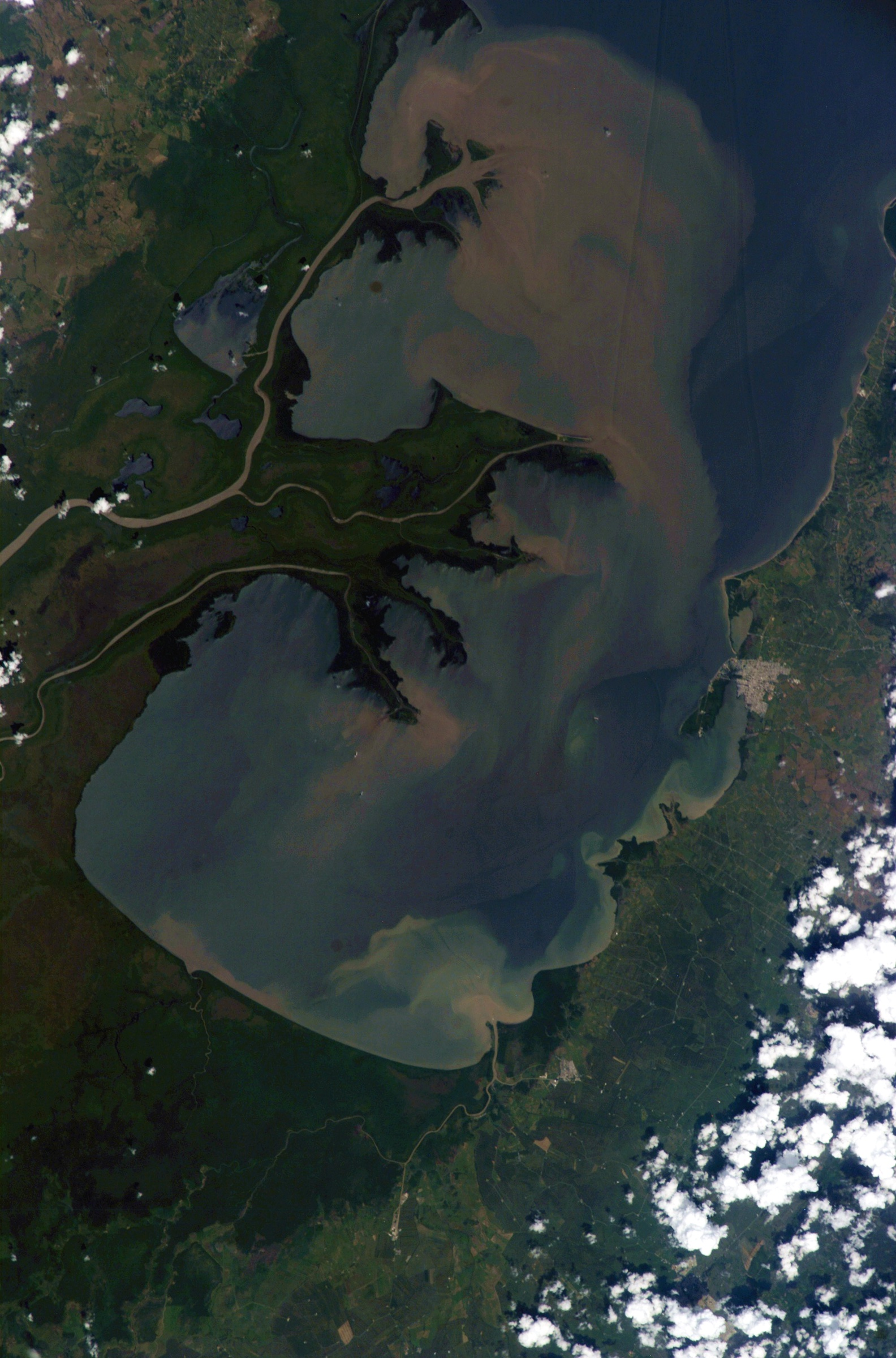
Imagen satelital de las bocas del Atrato, que desembocan en el Golfo de Urabá.

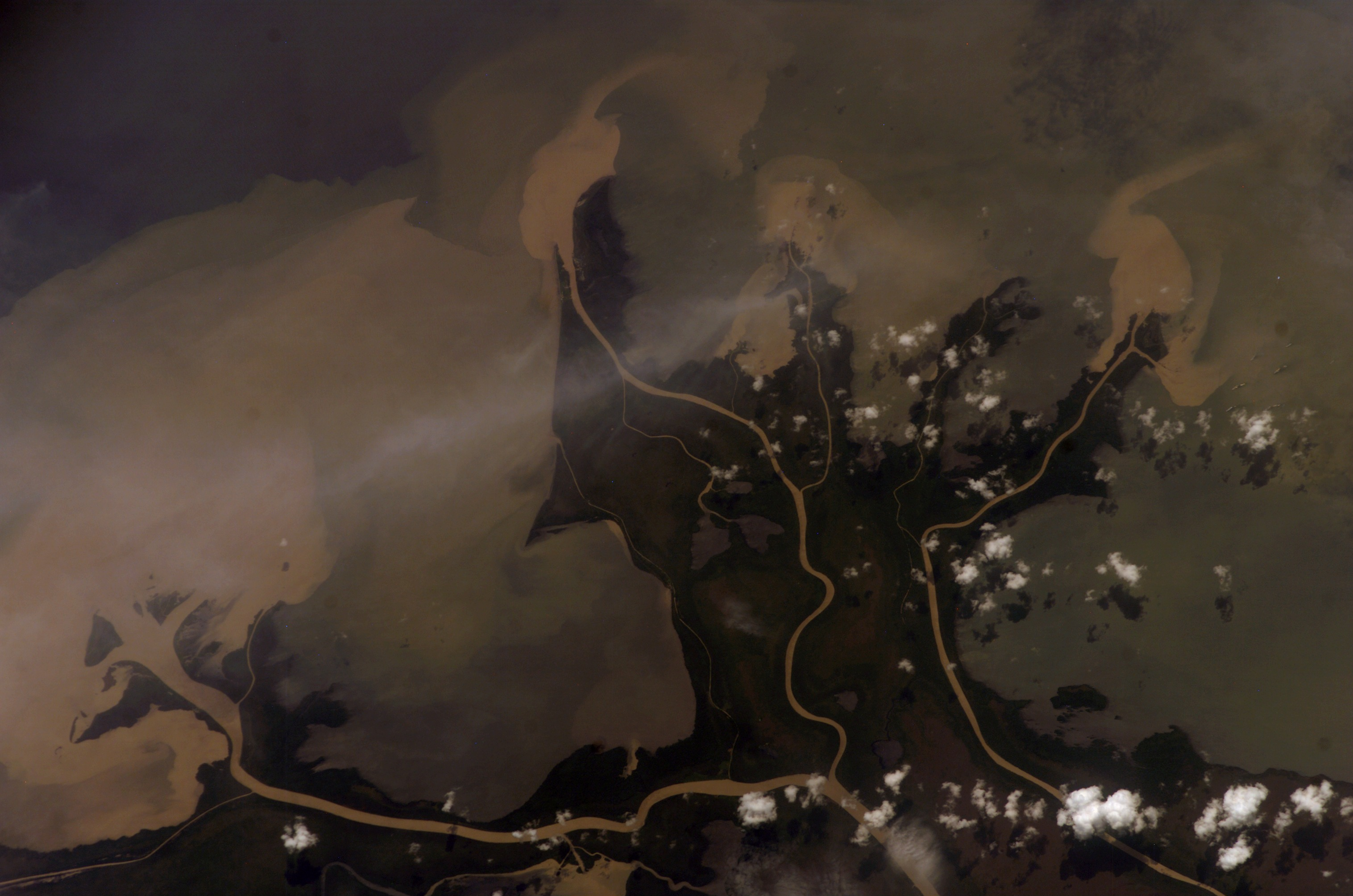
Acercamiento a las bocas del Atrato.

El río Atrato nace en los farallones de Citara, cerro del Plateado, sobre una cota de 3700 m, en el municipio del Carmen de Atrato, en el departamento del Chocó. 
Con una superficie aproximada de 38 500 km², la cuenca del Atrato se encuentra limitada por la cordillera Occidental, la serranía del Baudó y las prominencias del istmo de San Pablo. Su cuenca hidrográfica no es muy grande pero, al encontrarse en la zona de mayor precipitación pluvial de América, su caudal es inmenso. 
La cuenca del río Atrato se considera como una de las cuencas de mayor rendimiento del mundo. Si se compara su caudal medio en relación con su área de captación, se obtiene 161 l/s/km² de caudal relativo, siendo este un dato muy alto comparado con el del resto del país que está en 53 l/s/km². Es tan alto dicho caudal relativo que muchos ríos de Europa no alcanzan estos valores ni en sus crecidas históricas. El caudal medio del río, a la altura de la ciudad de Quibdó, es de 1022 m³/s. 
El volumen promedio de su descarga se estima en 344 millones de m³/día, lo que corresponde a un aforo de 4000-5000 m³/s. 
El río tiene una longitud de 750 km y un ancho variable entre 150 a 500 m y una profundidad de 38 a 31 m. Desemboca en el golfo de Urabá por 18 bocas que conforman el delta del río. Recibe a lo largo de su recorrido alrededor de 150 ríos y 3000 quebradas. Está considerado por el Fondo Mundial de Vida Silvestre como uno de los bancos genéticos más ricos del mundo.
El río Atrato forma un amplio valle de tierras planas y anegadizas. Varios caseríos y núcleos urbanos se asientan en la proximidad de sus riberas y a lo largo de su extenso curso. Los más importantes son Quibdóma, Curvaradó, Vigía de Curvaradó, Riosucio, La Honda, Cacarica, Puerto Libre y Sautatá. 
A esta fuente vierten sus aguas numerosos afluentes entre los que se destacan Cabí, Negua, Quito, Munguidó, Beté, Buey, Bebará, Bebaramá, Tagachí, Murry, Arquía, Buchadó, Bojayá, Murindó, Opogadó, Montaño, Curvaradó, Domingodó, Truandó, Salaquí, La Larga, Cacarica y el León. 
Con el agua que arroja el Atrato al Caribe podrían llenarse todos los embalses del país en 11 días, 14 horas y 44 minutos.

## La vía del ayer
Cerrado al tráfico durante varios siglos, bajo pena de muerte, por el celo de los reyes de España (de allí el nombre que le dieron los escoceses del Darién), el Atrato es uno de los ríos más caudalosos del mundo (4900 m³/s) con 508 km navegables por vapores (hasta Quibdó). Majestuoso y lento, de orillas acantiladas, los geógrafos ven en el una “laguna en movimiento” más bien que un río. Corre en todos sus cursos, de sur a norte, para la costa del Pacífico y muy cerca de la misma (200 km en promedio) hasta el punto de que algunos de sus grandes afluentes por la margen izquierda llegan casi al propio litoral y tributan al Mar Caribe.
El Atrato, es el río más ligado a la historia del Chocó: por aquí entró la conquista española y llenó de pueblos sus orillas, habitados por hombres negros que sustentan su supervivencia en la extracción de madera, la caza, la pesca y en menor escala la minería, actividades de subsistencia que no han permitido mejorar las condiciones de vida de estas poblaciones, marcadas por la pobreza y la falta de servicios públicos, amenazados constantemente por las inundaciones y la violencia.
El río Atrato, principal vía navegable del Chocó, gracias al gran caudal de sus aguas, tiene 150 ríos afluentes, algunos navegables; tiene ocho puertos, el principal de los cuales es Quibdó. Navegable durante todo el año en sus 508 km, para embarcaciones hasta de 200 toneladas, sirve de ruta al comercio de Antioquía y el puerto de Cartagena. En su recorrido no se encuentran saltos rápidos o raudales; por ello los tiempos de movilización aguas abajo son menores que las de aguas arriba; siendo su proporción de poco menos de la mitad. Se tiene 18 km/h aproximadamente y 7 km/h respectivamente.
Tan solo la cuenca del Atrato, una de las grandes divisiones de la navegación fluvial colombiana, tiene un promedio de 1 090 058 t movilizadas por año, con una demanda creciente, aunque en los últimos años el conflicto armado ha reducido su capacidad de movilización.
El río Atrato ha permitido la integración regional y cumple funciones de provisión de sustentos y comercio para un número importante de municipios del Chocó. El Estudio del Plan Maestro de Transporte (EPTM) del Ministerio de Transporte, de julio de 1994, en su diagnóstico describe un deterioro continuo de las condiciones de navegación, la irracional deforestación de las cabeceras de los ríos, los aportes de sólidos en suspensión, el dragado insuficiente, la inexistencia general de mantenimiento, señalización y balizaje, de los cuidados necesarios para la navegación y de la inadecuada infraestructura portuaria, que han contribuido en la pérdida de incidencia de los ríos en la movilización de cargas y pasajeros.
En cuanto al movimiento de carga, el principal producto transportado en la cuenca del Atrato es el banano, y con alguna participación los abonos, los productos de la pesca y la madera, el oro y el platino.

## Propuesta de un canal interoceánico
Durante gran parte de la historia de Colombia, luego de la separación de Panamá de Colombia, se ha mantenido la discusión sobre la construcción de un canal de navegación, a través de este río, que permita el tránsito entre los océanos Atlántico y Pacífico para embarcaciones superiores a las que admite el Canal de Panamá.
Las alternativas propuestas son:
- El Canal Interoceánico Atrato-Truandó. Promovida por el estado colombiano para embarcaciones de gran calado tipo Neopanamax, pasando del Río Atrato al Río Truandó, en la Región del Darién, y de ahí la construcción de un canal artificial hacia el océano Pacífico.
- El Canal Interoceánico Atrato-Cacarica-San Miguel, sería un canal binacional entre Colombia y Panamá atravesando el pantanoso y selvático Darién, aprovechando cursos de ríos entre ambos países que desemboquen en el Golfo de Panamá. Esta variante es propuesta por Estados Unidos y considerada dentro de los planes PPP (Plan Puebla-Panamá) e IIRSA (Iniciativa de Integración de la Infraestructura Regional de Sudamérica).
- El Canal Interoceánico Atrato-San Juan, uniría el Río Atrato, que desemboca en el Océano Atlántico, con el Río San Juan, que desemboca en el Océano Pacífico. Sería el de mayor trayecto, ya que atravesaría todo el Río Atrato y el departamento del Chocó para llegar al San Juan, implicando más tiempo en su recorrido, además de los constantes problemas de orden público en la ribera del San Juan, donde grupos armados ilegales hacen presencia para sus actividades ilícitas de narcotráfico (usando el curso del rio como ruta de salida a sus embarques de cocaína) y mineria ilegal, entre otras.

En el siglo XXI, a mediados de los 2020´s, esta propuesta ha venido teniendo fuerza debido a los inconvenientes suscitados en el Canal de Panamá, donde los tiempos de sequía en el país centroamericano, producto de la falta de lluvias y del cambio climático, originan un bajo caudal de agua en su trayecto, lo que hace más difícil el tránsito en la zona de las esclusas de barcos y buques de gran tamaño, incluso portacontenedores, debiendo esperar días en mar abierto mientras esperan turno para iniciar el recorrido. Incluso empresarios de países como China han manifestado interés al gobierno de Colombia en construir el paso interoceaníco, aún con los múltiples desafíos técnicos, ambientales y económicos que implica la construcción de una obra de esta magnitud, aunque con la gran ventaja que, según expertos, no se requeriría la construcción de esclusas.